# Kabinett Wohleb I
Das Kabinett Wohleb I bildete vom 24. Juli / 6. August 1947 bis zum 5. Januar 1948 die Landesregierung von Baden. Dieses Kabinett war das erste auf der Basis der in einer Volksabstimmung am 18. Mai angenommenen Verfassung des Landes Baden und war dem ebenfalls am 18. Mai gewählten Landtag verantwortlich. Das durch das Kabinett abgelöste Staatssekretariat Wohleb war am 10. Mai 1947 mit Wirkung per 17. Mai zurückgetreten, blieb aber bis 6. August geschäftsführend im Amt. 
| Amt                          | Name                          | Partei                             | Partei                             |
| ---------------------------- | ----------------------------- | ---------------------------------- | ---------------------------------- |
| Staatspräsident              | Leo Wohleb                    |                                    | BCSV, (seit 28. November 1947 CDU) |
| Inneres                      | Alfred Schühly                | BCSV (seit 28. November 1947 CDU)  |                                    |
| Justiz                       | Marcel Nordmann               |                                    | SPB                                |
| Kultus und Unterricht        | Leo Wohleb                    |                                    | BCSV, (seit 28. November 1947 CDU) |
| Finanzen                     | Leo Wohleb (geschäftsführend) | BCSV, (seit 28. November 1947 CDU) |                                    |
| Landwirtschaft und Ernährung | Lambert Schill                | BCSV, (seit 28. November 1947 CDU) |                                    |
| Wirtschaft und Arbeit        | Friedrich Leibbrandt          |                                    | SPB                                |

Obwohl die BCSV in der Landtagswahl in Baden 1947 (18. Mai) die absolute Mehrheit der Stimmen und Mandate erhielt, wurde am 6. August 1947 eine Koalitionsregierung mit der SPD gebildet (Kabinett Wohleb I), da die Militärregierung auf eine Beteiligung der Sozialdemokraten Wert legte. Eine große Koalition unter Einschluss der Demokratischen Partei scheiterte am Streit um das Wirtschaftsministerium.
Obwohl die BCSV in der Landtagswahl in Baden 1947 (18. Mai) die absolute Mehrheit der Stimmen und Mandate erhielt, wurde am 6. August 1947 eine Koalitionsregierung mit der SPD gebildet (Kabinett Wohleb I), da die Militärregierung auf eine Beteiligung der Sozialdemokraten Wert legte. Eine große Koalition unter Einschluss der Demokratischen Partei scheiterte am Streit um das Wirtschaftsministerium.
Wegen Differenzen in der Frage der Bodenreform traten die sozialdemokratischen Minister bereits am 27. Dezember 1947 zurück und ab 23. Januar 1948 amtierte das Kabinett Wohleb II.